# Riccia mamillata
Riccia mamillata là một loài rêu trong họ Ricciaceae. Loài này được Trab. ex Steph. mô tả khoa học đầu tiên năm 1889.